# Guillaume II de Poitiers-Valentinois
Pour les articles homonymes, voir Guillaume de Poitiers.
Guillaume II de Poitiers, dit par commodité de Poitiers-Valentinois, né le 31 janvier 1202 et mort avant décembre 1226, est un seigneur, fils héritier du comte de Valentinois, Aymar II, mais qui meurt avant son père.

## Biographie

### Origines et famille
Guillaume est le seul fils et l'héritier d'Aymar II de Poitiers, comte de Valentinois, et de son épouse son épouse de Philippe (Philippa) de Fay, dame de Clerieu. Il naît le 31 janvier 1202. Cette date est connue puisque son père fait une donation au prieuré de Rompon(t) afin que « […] son fils, […] puisse travailler à sa gloire et au bien de l'Église » (J. Chevalier, 1897).
Il a deux sœurs, Jausserande et Semnoresse.

### Unions
Au cours de la croisade des albigeois, son père, en tant que feudataire, s'engage aux côtés du comte Raymond VI de Toulouse contre Simon de Montfort, au cours de l'été 1217. Le Valentinois est ravagé par les croisés et Crest est assiégée. Une paix est négociée entre Aymar II et Simon de Montfort, avec le promesse d'un mariage entre le fils d'Aymar, Guillaume, et Amicie de Montfort. Cette union n'aura pas lieu. Le pape Honorius III, dans une lettre datée de janvier 1218, remercie Aymar II et son fils pour « leur œuvre de paix et de foi »
Vers 1224 (ou après), il épouse Flotte/Flote de Royans († apr. juin 1257), dame de Saint-Nazaire-en-Royans (région de Royans),, héritière unique de Raimbaud Béranger (surnommé Ossasicca), seigneur de Royans et d'Alix de La Tour du Pin,. Ils ont un fils Aymar (1226 † 1277), dit Aymaret,.
Dans un acte daté du 17 mars 1225 (Cartulaire de Léoncel - CL no XCIV), Guillaume donne à l'abbaye de Léoncel des biens qu'il possède dans le mandement de Marches et exempte le monastère de péage des ressources qu'ils pourront en retirer,. L'acte qualifie Guillaume de comte de Valentinois, dominus Villelmus Pictaviensis, comes Valentinus,. Flotte de Royans contestera cette donation, en 1234, après la mort de son époux, considérant que ces biens lui appartenaient et qu'elle n'avait pas donné son accord (CL no CXVIII). En échange d'un dédommagement, Flotte de Royans confirmera la donation, clarifiant ainsi la situation.

### Mort et succession
Guillaume de Poitiers meurt avant son père, avant décembre 1226. Une donation est faite à l'église de Rompon par Aymar II et son épouse Philippe pour le salut de leur fils.
Dans son testament, il retire la tutelle à son père, sans que les historiens ne trouvent d'explication, et la laisse à son épouse, ainsi qu'à Adémar de Bressieu(x) et à Eracle/Héracle de Montlaur, leur « recommandant formellement à ces derniers de faire exécuter ses volontés » (Chevalier, 1897). Aymar II prend cela pour un affront et prend les armes, en juin 1227. L'évêque de Valence, Guillaume de Savoie, profite de cette querelle familiale pour revendiquer également les droits pour son Église. Flotte de Royans sollicite l'appuie de l'évêque
, et un traité est signé.
En octobre 1231, Flotte de Royans épouse en secondes noces Aymon II de Faucigny ce dernier s'engage à aider son beau-fils à récupérer ses terres contre Aymar II,,. Dans son testament de 1231, Flotte de Royans « institue pour héritière sa mère Alix (Alays) et lui substitue Aimar (Adhemarius) de Poitiers, son fils, qu'elle avait eu de Guillaume de Poitiers, son mari. Après sa mort, celui-ci entra en possession de son héritage » (Regeste dauphinois). Elle semble mourir après Modèle:Date- ap, d'après le Cartulaire de Léoncel.
À partir de 1232, son fils, Aymar semble obtenir le pouvoir sur la terre comtale et les possessions familiales, du vivant de son grand-père, mais il ne portera le titre de comte qu'après la mort de ce dernier,.